# Dasychernes roubiki
Dasychernes roubiki är en spindeldjursart som beskrevs av Volker Mahnert 1987. Dasychernes roubiki ingår i släktet Dasychernes och familjen blindklokrypare. Inga underarter finns listade i Catalogue of Life.